# Messaggio del primo ministro israeliano Levi Eshkol a re Hussein di Giordania
Il messaggio del primo ministro israeliano Levi Eshkol a re Hussein di Giordania fu una dichiarazione trasmessa la mattina del 5 giugno 1967, per tramite del capo di stato maggiore della missione dell'Organizzazione delle Nazioni Unite per la Supervisione dell'Armistizio (UNTSO), il generale norvegese Odd Bull.
Con essa egli chiedeva al sovrano hascemita di astenersi dalle ostilità appena aperte contro l'Egitto di Nasser e la Siria di Atassi.